# Rombicosidodecaedro parabidiminuito
In geometria solida, il rombicosidodecaedro parabidiminuito è un poliedro con 42 facce che può essere costruito, come intuibile dal suo nome, diminuendo un rombicosidodecaedro, in particolare sottraendogli due delle cupole pentagonali opposte che possono essere individuate sulla sua superficie.

## Caratteristiche
Il rombicosidodecaedro parabidiminuito è uno dei 92 solidi di Johnson, in particolare quello indicato come J80, ossia un poliedro strettamente convesso avente come facce dei poligoni regolari ma comunque non appartenente alla famiglia dei poliedri uniformi, ed è il sedicesimo di una serie di diciannove solidi archimedei modificati tutti facenti parte dei solidi di Johnson.
Per quanto riguarda i 50 vertici di questo poliedro, su 30 di essi incidono una faccia pentagonale, due quadrate e una triangolare, mentre sui restanti 20 incidono una faccia decagonale, una pentagonale e una quadrata.

## Formule
Considerando un rombicosidodecaedro parabidiminuito avente come facce dei poligoni regolari aventi lato di lunghezza {\displaystyle a}, le formule per il calcolo del volume {\displaystyle V} e della superficie {\displaystyle A} risultano essere:
{\displaystyle V={\frac {5}{3}}\left(11+5{\sqrt {5}}\right)a^{3}\approx 36,9672331\ldots a^{3};}
{\displaystyle A={\frac {5}{2}}\left(8+{\sqrt {3}}+\left(2+{\sqrt {5}}\right){\sqrt {5+2{\sqrt {5}}}}\right)a^{2}\approx 56,9233187\ldots a^{2}.}

## Poliedri correlati
Il rombicosidodecaedro parabidiminuito può essere ancora diminuito con la sottrazione di un'altra cupola pentagonale, formando un rombicosidodecaedro tridiminuito, anch'esso facente parte dei solidi i Johnson.